# Göingeflickorna
Göingeflickorna var en svensk flickvokaltrio från Boalt, Glimåkra socken, Östra Göinge kommun i Skåne, som bildades 1955. 1958 tog de namnet Göingeflickorna. Gruppen bestod av de tre systrarna Sonja Martinsson (1934–2013), Barbro Svensson (född 1941) och Agneta Gardelid (1945–2021). De var födda Norén.

## Karriär
Göingeflickorna slog igenom på allvar 1961 med låten "Kära mor" (Joker JEP 8015). Skånes Radio Mercur och Radio Nord spelade "Kära mor" medan Sveriges Radio "dödskallemärkt" låten för att den ansågs för sentimental, men efter påtryckningar från allmänheten började även Sveriges Radio spela den och det resulterade i att den blev vald till årets låt 1961. Skivan blev också en försäljningssuccé och såldes i över 100 000 exemplar. 1962 låg låten "Min barndoms klockor" etta på Radio Nords svenska topplista "De tio". De medverkade flera gånger i TV.
Under 1960-talet turnerade de i USA och besökte bland annat de gamla svenskbygderna.
Gruppen uppträdde sista gången som trio den 13 december 1975 då Barbro lämnade gruppen för att börja sjunga med sin man Lars Svensson. De två har sedan dess turnerat runtom i Sverige under artistnamnet Barbro och Lars. Sonja och Agneta fortsatte att sjunga tillsammans som Göingeflickorna. Trion återförenades dock 2001 för en turné och kunde även ses den 8 maj 2009, i Norrköping, där Radio Nord hade nostalgikväll. 
Söndagen 7 oktober 2012 arrangerade Göingeflickorna en nostalgidag i barndomsbyn Boalts gamla skola, då man samtidigt passade på att släppa en nyinspelad DVD över sin karriär. Dagen blev succéartad då folk vallfärdade till Boalt för att se sina idoler från förr. Barbro och Agneta fortsatte därefter då och då att framträda som Göingeflickorna, framförallt i föreningssammanhang och vid nostalgidagar och liknande.
Den gata i Boalt i Östra Göinge, där deras barndomshem ligger och där de vuxit upp heter sedan 2010 Göingeflickornas väg.

## Melodier på Svensktoppen
- "Vår lyckodröm" – 1962
- "Där näckrosen blommar" – 1963
- "Säterjäntans söndag" – 1965
- "När solen ler" – 1974
- "Balsalens drottning" – 1980

### Fotnoter
1. ↑  Åsa Carlsson (4 mars 2013). ”Göingeflickan Sonja har avlidit”. Kristianstadsbladet. Arkiverad från originalet den 22 november 2013. https://web.archive.org/web/20131122035242/http://www.kristianstadsbladet.se/familj/article1830317/Goingeflickan-Sonja-har-avlidit.html. Läst 4 mars 2013.
2. ↑  Helena Sjögren (4 mars 2013). ”Göingeflickan Sonja Martinsson är död”. Kvällsposten. http://www.expressen.se/kvp/goingeflickan-sonja-martinsson-ar-dod/. Läst 5 mars 2013.
3. ↑  Nurbo, Sigrid (29 november 2021). ”Agneta i Göingeflickorna har gått bort”. Kristianstadsbladet. https://www.kristianstadsbladet.se/noje/agneta-gardelid-i-goingeflickorna-har-gatt-bort-6fdbb11f/. Läst 29 november 2021.
4. ↑  Eskilstuna-Kuriren 16 november 2001 – Nu drar flickorna ut på Sverigeturné[död länk]